# По соседству
«По соседству» (нем. Nebenan) — художественный фильм режиссёра Даниэля Брюля по сценарию Даниэля Кельмана. В главных ролях Даниэль Брюль и Петер Курт. Мировая премьера фильма состоялась на 71-м Берлинском международном кинофестивале в марте 2021 года.

## Сюжет
Берлин, лето. Актёр Даниэль казалось бы добился успеха, как в профессиональной, так и в личной жизни. Его рассматривают на роль в новом американском фильме о супергероях и живет со своей женой в уютной квартире на чердаке, няня присматривает за детьми. Зайдя в угловой паб в Пренцлауэр Берг незадолго до поездки на кастинг в Лондон, Дэниел встречает Бруно. Оказывается, пожилой сосед из Восточного Берлина ждал этого момента. Различия в восприятии мира, в нормах поведения, в границах частного и общественного, личные причины Бруно, который не смог найти желаемую работу после объединения, потеря жилья его отцом в процессе джентрификации, приводят к тому, что Бруно сталкивает привыкшего к успеху актёра с откровениями, которые ставят под угрозу его личную жизнь и карьеру.

## В ролях
- Даниэль Брюль — Даниэль
- Петер Курт — Бруно
- Рике Эккерманн — Хильда, хозяйка пивной
- Энне Шварц — Клара
- Годе Бенедикс — Миха
- Вики Крипс — актриса
- Юстина Хиршфельд — Кончита, няня

## Производство
Для Даниэля Брюля фильм стал дебютом в качестве режиссёра, и он же исполнил главную роль. Сценарий был написан Даниэлем Кельманом на основе идеи Брюля.
Съёмки проходили в Берлине и были приостановлены 28 марта 2020 года из-за пандемии COVID-19. Они возобновились с 11 мая под строгими защитными мерами и завершились 18 июня 2020 года.
Фильм был снят компанией Amusement Park, которую Брюль основал вместе с Мальте Грюнертом и Клаусом Доле в Берлине, и немецким подразделением Warner Bros. В конце сентября 2019 года Грюнерт описывал фильм как «чёрную комедию, в которой речь идёт о социальном неравенстве и джентрификации». Аннегрет Вайткемпер Круг (Gretchenfilm) выступила сопродюсером, проект получил финансовую поддержку от Medienboard Berlin-Brandenburg, Немецкого федерального совета по кино (FFA) и Немецкого федерального кинофонда.

## Восприятие
В рецензии международных критиков британского журнала Screen International на все 15 конкурсных фильмов Берлинале «По соседству» занял последнее место, получив 1,8 звезды из четырех возможных. Газета Neue Zürcher Zeitung am Sonntag оценила фильм как «комедийную камерную пьесу в соседском пабе».

## Награды
С фильмом «По соседству» Даниэль Брюль был представлен в основном конкурсе  Берлинале, но остался без призов. В том же году он был номинирован на премию Fair Film Award Fiction в категории «Лучший художественный фильм». Брюль получил премии за лучший фильм и лучшую мужскую роль на кинофестивале в Таормине (Италия). Лента также номинировалась на премию Deutscher Filmpreis за лучший звук.